# Père de la Nation
Pour le titre honorifique de l'Empire romain, voir Pater patriae.
Le Père de la Nation désigne une personnalité ayant joué un rôle primordial dans la fondation de son pays ou dans la mise en place du régime politique de son pays. On le désigne parfois sous le nom de Père de la Patrie ou Père fondateur.

## Les Pères de l'idée de nation

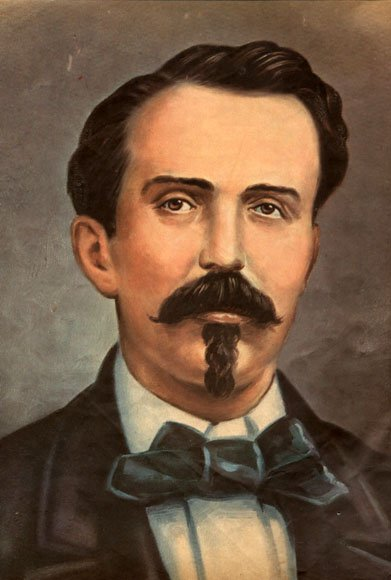
Carlos Manuel de Céspedes, le père de l'indépendance cubaine.

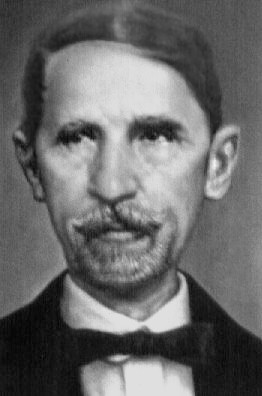
Juan Pablo Duarte, l'un des trois pères de la patrie dominicaine.

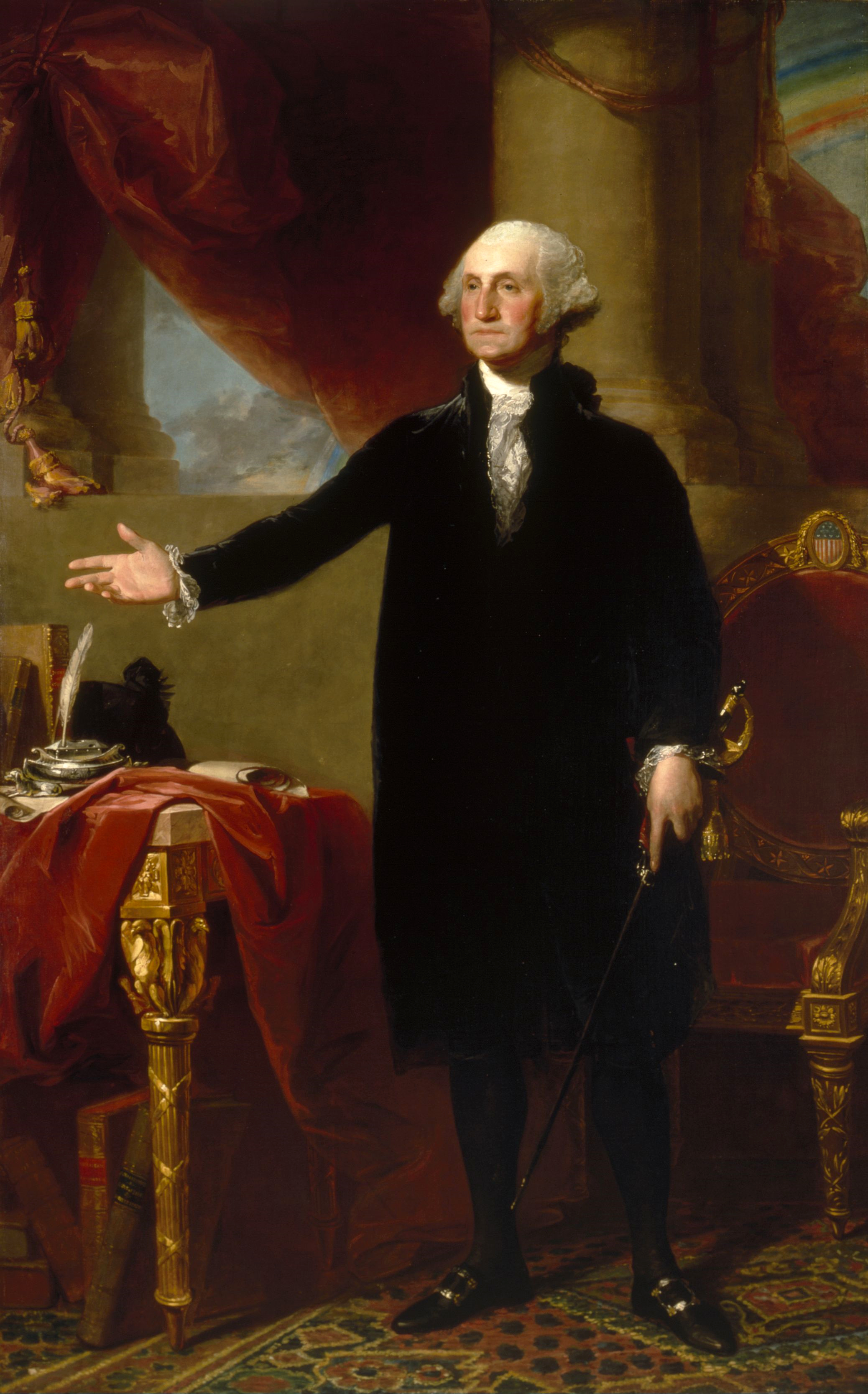
Portrait de George Washington, l'un des pères fondateurs des États-Unis.

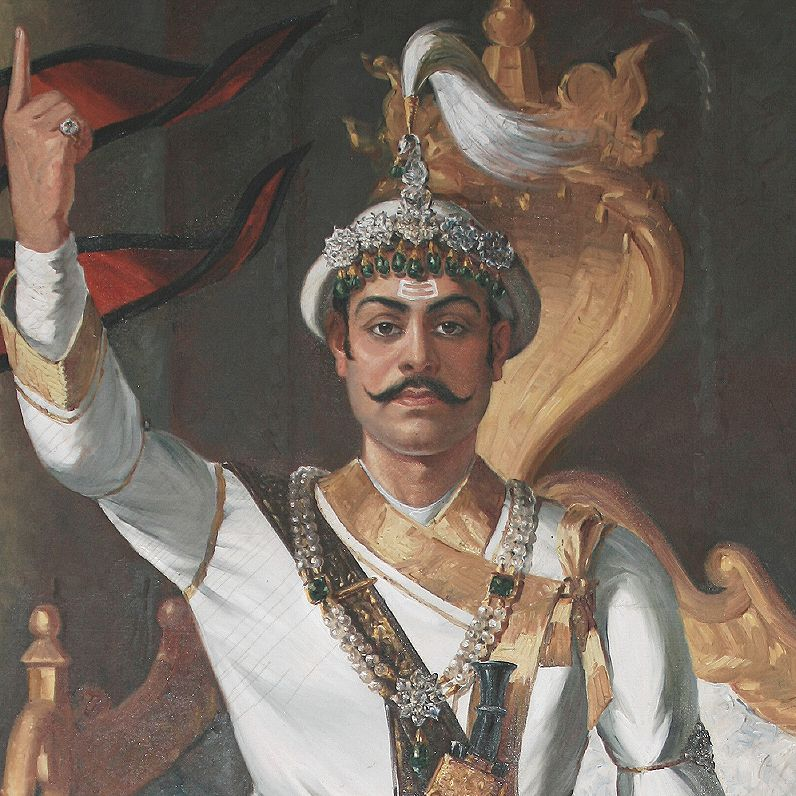
Prithvi Narayan Shah, père de la nation népalaise.

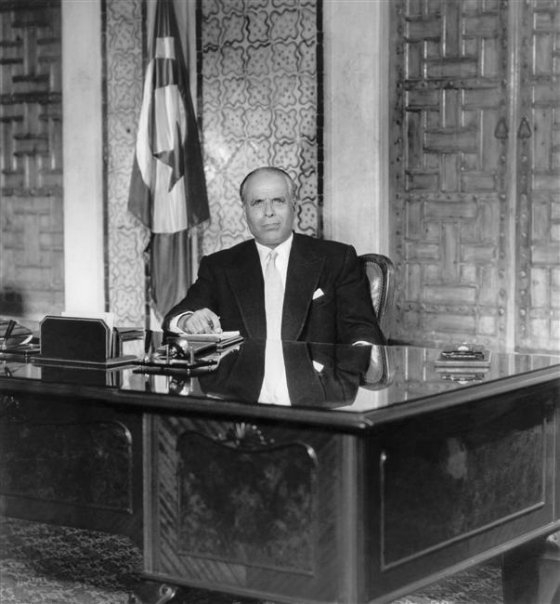
Habib Bourguiba, le père de la Tunisie moderne.

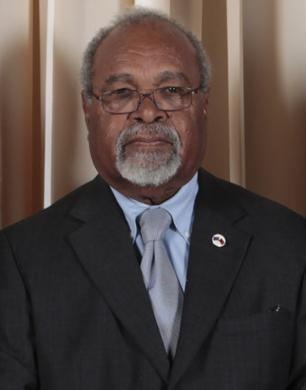
Michael Somare, père de la nation de Papouasie-Nouvelle-Guinée.

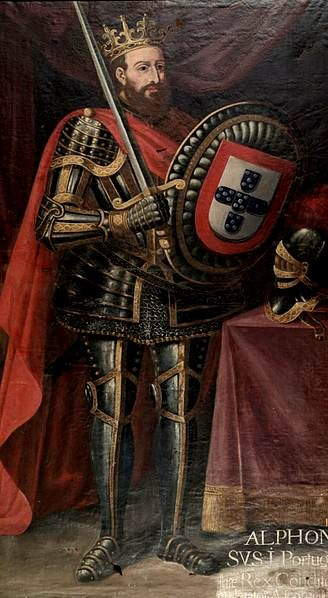
D. Afonso Henriques, père de la Nation portugaise.

Dans l'imitation de la tradition romaine (Pater patriæ), de nombreuses personnalités, après la période classique, ont été désignées par les vocables de « Père de la nation » ou « Père de la patrie ». Le terme « Père de la nation » peut indiquer aussi bien un rôle de sauvegarde de celle-ci que de création. Dans tous les cas, il désigne un dirigeant politique devenu une figure emblématique et dont l'héroïsme ou l'autorité morale font de lui une source d'inspiration patriotique. Son image est souvent utilisée comme symbole national (monnaie, timbre, par exemple).
Au XXe siècle, ce sont souvent des figures politiques qui ont acquis l'indépendance de leur pays dans le cadre de la modernité mondiale, imposée par la colonisation européenne et le retour de ces colonies vers une communauté politique indépendante, malgré de fortes dérives dictatoriales qui mèneront difficilement vers la démocratie (Félix Houphouët-Boigny en Côte d'Ivoire, Jomo Kenyatta au Kenya, Kwame Nkrumah au Ghana, Abubakar Tafawa Balewa au Nigéria, Amílcar Cabral en Guinée-Bissau, Ahmed Sékou Touré en Guinée, Julius Nyerere en Tanzanie, Modibo Keïta au Mali, Patrice Lumumba et Joseph Kasa-Vubu au Congo belge puis Mobutu Sese Seko pour le Zaïre, Samora Machel au Mozambique, Seretse Khama au Botswana, Sam Nujoma en Namibie). Ces fondateurs, qui deviendront chefs d'État, se sont engagés dans un monocentrisme absolu.
Peu de pays ont accordé officiellement à leurs pères fondateurs le titre de « Père de la nation » ou « Père de la Patrie ». L'Histoire a par ailleurs pu donner une image différente de ces personnalités. Joseph Staline s'était lui-même présenté comme le véritable fondateur de l'Union soviétique en lieu et place de Vladimir Lénine. Mais l'effondrement du régime soviétique a retiré à l'un comme à l'autre ce titre de « Père de la Patrie ». En Irlande, Éamon de Valera, considéré comme le père de la Nation libre d'Irlande a vu son titre contesté dans les années 1980 en faveur de Michael Collins. Simón Bolívar, libérateur de six nations sud-américaines, est parfois considéré comme le « Père de la Patrie », surtout au Venezuela et en Colombie où le sentiment bolivarien est plus étendu que dans les quatre autres (Équateur, Bolivie, Pérou et Panamá).
Francisco Morazán, après avoir participé à la libération de plusieurs pays d'Amérique centrale de la domination espagnole, est considéré comme le « Père de la patrie centroaméricaine », nation qui n'existe plus aujourd'hui. Ce titre lui est néanmoins resté dans ces pays (Honduras, Guatemala, Salvador, Costa Rica, Nicaragua).
En revanche, Mahatma Gandhi en Inde et Sun Yat-sen à Taïwan détiennent officiellement le titre de « Père de la nation ».
On désigne comme « Pères fondateurs des États-Unis » les hommes qui ont signé la Déclaration d'indépendance ou la Constitution des États-Unis, et ceux qui ont participé à la révolution américaine, et comme « Pères de l'Europe » ceux qui se sont engagés en faveur de la construction européenne au cours des années 1945-1957. Au Canada sont qualifiés de « Pères de la Confédération » les participants à la Conférence de Charlottetown qui engagèrent la formation de l'État actuel canadien.

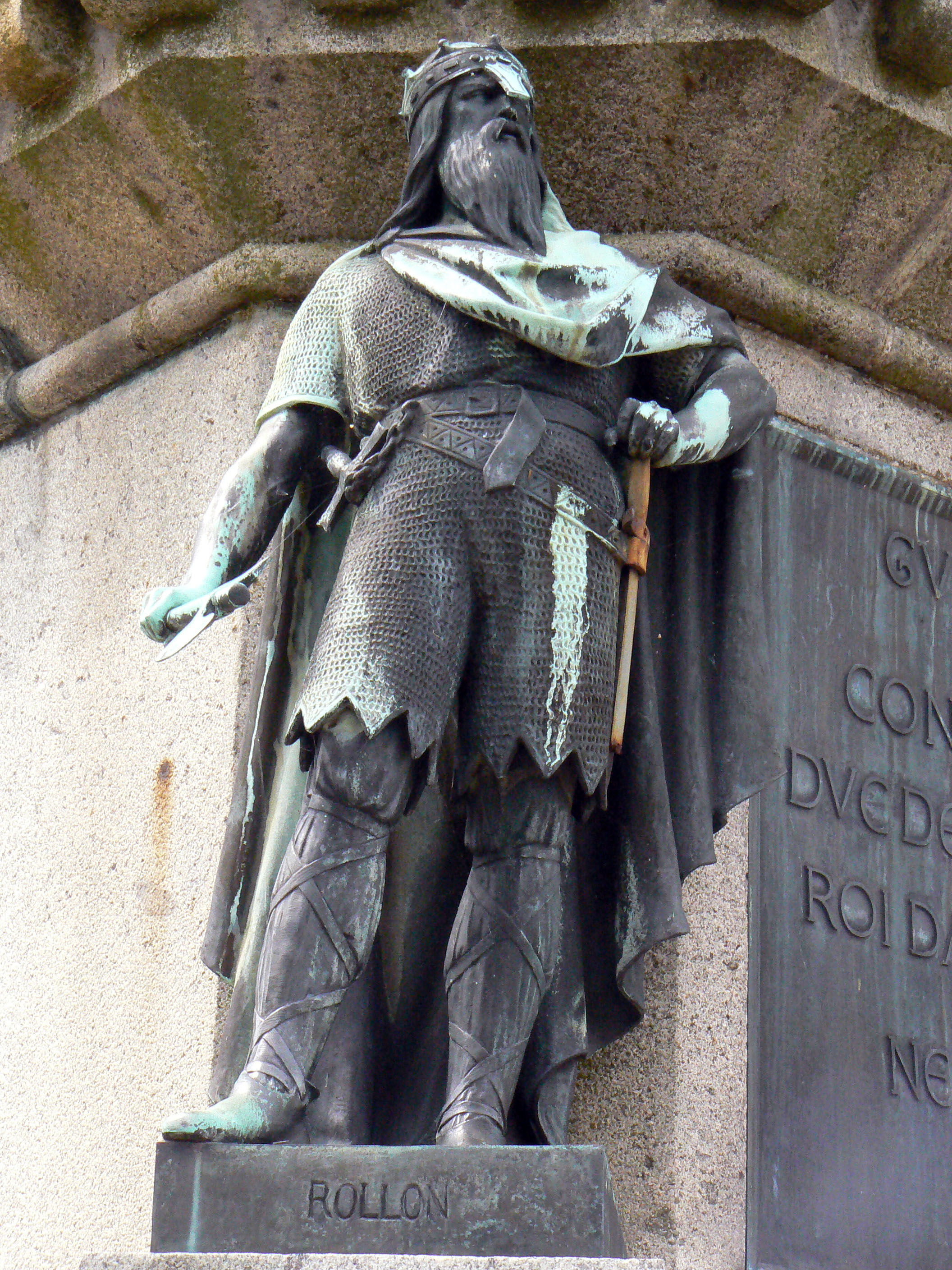
Rollon, père du duché de Normandie.

## Liste par pays
| Nation                         | Personnalité | Explication |
| ------------------------------ | --- | --- |
| Afghanistan                    | Ahmad Shah Durrani                                                                                                 | Père fondateur de l'Empire afghan, avec le titre de « Bâbâe Melat ». |
| Afghanistan                    | Mohammed Zaher Chah                                                                                                | Dernier roi d'Afghanistan, le titre de « Père de la Nation » lui a été attribué en 2004 par la Loya Jirga pour son règne de 40 ans resté dans la mémoire collective des Afghans comme celui de la paix et de la sécurité. |
| Azerbaïdjan                    | Resulzade | Père de l’Azerbaïdjan. |
| Afrique du Sud                 | Jan Smuts | Surnommé le « Père de l'unification » |
| Afrique du Sud                 | Nelson Mandela | Premier président noir de la république d'Afrique du Sud, il est élu aux premières élections non raciales, de 1994 à 1999. Il est celui qui a mis fin à l'apartheid en Afrique du Sud. Il est également prix Nobel de la paix 1993. |
| Albanie                        | Skanderberg & Enver Hoxha                                                                                          | Le premier est un héros national qui a vaincu la domination ottomane dans le pays |
| Algérie                        | Ferhat Abbas | Premier président de l'Algérie. |
| Algérie                        | Ahmed Ben Bella | Premier premier ministre de l'Algérie. |
| Allemagne                      | Otto von Bismarck                                                                                                  | Surnommé le « Père de l'unification » et sera le premier chancelier de l'empire d'Allemagne |
| Angola                         | Agostinho Neto | Surnommé le « Père de l'indépendance et de l'unification » |
| Anguilla                       | James Ronald Webster                                                                                               | Il a été le chef de l'indépendance de l'île d'Anguilla et de celle de Saint-Christophe, en 1967. |
| Arabie saoudite                | Abdelaziz Ibn Saoud                                                                                                | Surnommé le « Père de l'indépendance et de l'unification » |
| Argentine                      | José de San Martín                                                                                                 | Libertador considéré comme le « Père de la patrie »,. |
| Argentine                      | Manuel Belgrano | Considéré comme l'un des principaux libérateurs de l'Argentine, Belgrano a participé aux guerres d'indépendance argentines et a créé le drapeau argentin. Il a participé à plusieurs expéditions et campagnes militaires pendant les guerres d'indépendance. |
| Bangladesh                     | Sheikh Mujibur Rahman                                                                                              | Figure centrale du mouvement de libération du Bangladesh, Cheikh Mujibur Rahman est considéré comme le père fondateur du Bangladesh. |
| Belgique                       | Charles Rogier | Chef du mouvement révolutionnaire belge contre l'autorité du monarque des Pays-Bas |
| Belgique                       | Léopold Ier | Premier roi des Belges |
| Birmanie                       | Aung San | Aung San est créditée par beaucoup dans le Myanmar moderne (Birmanie actuelle) comme le "père de la nation" pour son rôle dans l'obtention de l'indépendance de la Grande-Bretagne. |
| Bolivie                        | Simón Bolívar | Il fut nommé en 1825 Libertador y Padre de la Patria (« libérateur et père de la patrie ») |
| Botswana                       | Seretse Khama | Surnommé le « Père de l'indépendance » |
| Brésil                         | José Bonifácio de Andrada e Silva                                                                                  | Il est qualifié de « Patriarca da Independência » (« Patriarche de l'indépendance »). |
| Bretagne                       | Nominoë | Nominoë fut souverain de Bretagne de 845 à 851. Il fut à l'origine de la naissance d'une Bretagne unifiée et indépendante, d'où le qualificatif de père de la Patrie : « Tad ar Vro » |
| Burkina Faso                   | Thomas Sankara | Surnommé le « Père de l'indépendance et de l'unification » |
| Cambodge                       | Norodom Sihanouk                                                                                                   | Surnommé le « Père de l'indépendance » |
| Cameroun                       | Ruben Um Nyobe | Surnommé le « Père de l'indépendance et de l'unification » |
| Canada                         | Sir John Alexander Macdonald                                                                                       | Premier Premier ministre du Canada, il est également l'un des principaux « Pères de la Confédération ». |
| Centrafrique                   | Barthélemy Boganda                                                                                                 | Il a été érigé en « père fondateur » de la nation lors de l'indépendance en 1960 à laquelle il a contribué en tant qu'éphémère premier président (1958-1959). |
| Chili                          | Bernardo O'Higgins Riquelme                                                                                        | Il est à l'origine de l'émancipation chilienne de la domination espagnole et est considéré « Padre de la patria »,. |
| Chili                          | José Miguel Carrera                                                                                                | Carrera a été le leader central de la guerre d'indépendance du Chili. |
| Chine                          | Qin Shi Huangdi | Surnommé le « Père de l'unification » |
| Chine                          | Sun Yat-sen | Premier président de la république de Chine, il est officiellement « Père de la nation » (國父) à Taïwan et « Père de la Chine moderne » en république populaire de Chine. |
| République populaire de Chine  | Mao Zedong | L'une des figures les plus importantes, controversées et puissantes de l'histoire moderne, Mao a été le père fondateur de la république populaire de Chine et a dirigé le pays de sa création en 1949 jusqu'à sa mort en 1976. |
| Chypre                         | Makarios III | Surnommé le « Père de l'indépendance », il est le premier président |
| Colombie                       | Simón Bolívar | Il fut nommé en 1820 Libertador y Padre de la Patria (« libérateur et père de la patrie »). |
| Congo belge                    | Patrice Lumumba et Joseph Kasa-Vubu                                                                                | Premier Premier ministre et premier président |
| Corée du Nord                  | Kim Il-Sung | Surnommé le « Père de l'indépendance » |
| Corse                          | Pascal Paoli | Surnommé dans l'île U babbu di a Nazione corsa (le père de la Nation corse) ou plus généralement U babbu di a patria (le père de la patrie), il était l'un des principaux acteurs de la période d'indépendance de la Corse au milieu du XVIIIe siècle. Élu Général de la Nation de la République corse en 1755, il gouverna l'île jusqu'à la conquête militaire française, en 1769, qui mit fin à cette période.      |
| Costa Rica                     | Francisco Morazán                                                                                                  | À l'origine de l'indépendance de plusieurs États d'Amérique centrale (Honduras, Guatemala, El Salvador, Costa Rica), il est pour cela considéré comme le « Père de la Patrie centroaméricaine ». |
| Côte d'Ivoire                  | Félix Houphouët-Boigny                                                                                             | Surnommé le « Père de l'indépendance », « le Vieux » ou « le Sage », il a eu un rôle de premier plan dans la décolonisation de l'Afrique. |
| Croatie                        | Franjo Tudman | Surnommé le « Père de l'indépendance » |
| Cuba                           | Carlos Manuel de Céspedes                                                                                          | « Padre de la Patria ». |
| Égypte                         | Narmer | Unificateur de l'empire égyptien |
| Égypte                         | Gamal Abdel Nasser                                                                                                 | Surnommé le « Père de l'indépendance » |
| Émirats arabes unis            | Cheikh Zayed bin Sultan Al Nahyan                                                                                  | Président des Émirats arabes unis pour ses 33 premières années (1971-2004) |
| Empire romain                  | Jules César | Général romain conquérant de l'empire romain |
| Empire romain                  | Auguste | Premier empereur de l'empire romain |
| Équateur                       | Juan José Flores                                                                                                   | Surnommé le « Le Fondateur de la République » |
| Équateur                       | José Joaquín de Olmedo                                                                                             | En libérant la province de Guayaquil, il amorça l'indépendance du pays. |
| Espagne                        | Isabelle Ire de Castille                                                                                           | Le mariage d'Isabelle Ire de Castille avec Ferdinand II d'Aragon a créé l'association des « monarques catholiques », et leur union a contribué directement à l'unification de l'Espagne. |
| Espagne                        | Ferdinand II d'Aragon                                                                                              | Le mariage d'Isabelle Ire de Castille avec Ferdinand II d'Aragon a créé l'association des « monarques catholiques », et leur union a contribué directement à l'unification de l'Espagne. |
| États-Unis                     | George Washington                                                                                                  | Ayant présidé la convention qui rédigea la première Constitution des États-Unis et premier président, il est communément appelé « Père de la nation »,. |
| États-Unis                     | John Adams, Thomas Jefferson, James Madison, John Jay, Alexander Hamilton, Benjamin Franklin et autres signataires | Les signataires ont signé la déclaration d'indépendance en 1776. Les rédacteurs étaient des délégués à la convention constitutionnelle et ont participé à l'élaboration ou à la rédaction du projet de constitution des États-Unis. |
| Éthiopie                       | Menelik II | Surnommé le « Père de l'unification » |
| Fidji                          | Ratu Sir Kamisese Mara                                                                                             | Surnommé le « père fondateur de la nation », |
| Finlande                       | Carl Gustaf Emil Mannerheim                                                                                        | Surnommé le « Père de l'indépendance » |
| Florence                       | Cosme de Médicis                                                                                                   | Le dirigeant florentin de la Renaissance. |
| Gabon                          | Léon Mba | Surnommé le « Père de l'indépendance » |
| Gênes                          | Andrea Doria | L'amiral génois. |
| Ghana                          | Kwame Nkrumah | Surnommé le « Père de l'indépendance » de la Côte-de-l'Or. |
| Guatemala                      | Francisco Morazán                                                                                                  | À l'origine de l'indépendance de plusieurs États d'Amérique centrale (Honduras, Guatemala, El Salvador, Costa Rica), il est pour cela considéré comme le « Père de la Patrie centroaméricaine ». |
| Guinée                         | Ahmed Sékou Touré                                                                                                  | Surnommé le « Père de l'indépendance et de l'unification » |
| Guinée-Bissau                  | Amílcar Cabral | Surnommé le « Père de l'indépendance et de l'unification » |
| Haïti                          | Toussaint Louverture                                                                                               | Chef du mouvement indépendantiste |
| Haïti                          | Jean-Jacques Dessalines                                                                                            | Il est considéré « Père de la patrie » pour avoir proclamé l'indépendance. |
| Haïti                          | Henri Christophe                                                                                                   | Premier président de Haïti |
| Hawaï                          | Kamehameha Ier | Conquérant hawaïen qui a uni les îles hawaïennes et a officiellement établi le royaume d'Hawaï en 1810. |
| Honduras                       | Francisco Morazán                                                                                                  | À l'origine de l'indépendance de plusieurs États d'Amérique centrale (Honduras, Guatemala, El Salvador, Costa Rica), il est pour cela considéré comme le « Père de la Patrie centroaméricaine ». |
| Inde                           | Chandragupta Maurya                                                                                                | Fondateur de l'empire maurya (Inde actuelle) |
| Inde                           | Mahatma Gandhi | Le dirigeant politique et spirituel a été déclaré « père de la nation » par le gouvernement indien |
| Inde                           | Jawaharlal Nehru                                                                                                   | Premier président de l'Inde. |
| Italie                         | Garibaldi | Unificateur de l’Italie. |
| Indonésie                      | Sukarno | Premier président de l'Indonésie. |
| Indonésie                      | Mohammad Hatta | Premier Premier ministre de l'Indonésie. |
| Israël                         | Chaim Weizmann | Premier président d'Israël. |
| Israël                         | David Ben Gourion                                                                                                  | Premier Premier ministre d'Israël. |
| Italie                         | Victor-Emmanuel II Giuseppe Garibaldi Camillo Cavour Giuseppe Mazzini                                              | Premier roi d'Italie. Le titre de « Padre della Patria », inscrit sur sa tombe, lui fut donné reprenant de la sorte une ancienne coutume du Sénat romain. Général, homme politique et patriote italien. Homme politique |
| Île Maurice                    | Sir Seewoosagur Ramgoolam                                                                                          | Premier Premier ministre de Ile Maurice. |
| Irlande                        | Éamon de Valera et Michael Collins                                                                                 | Surnommés les « Pères de l'indépendance » |
| Irak                           | Nouri Saïd | Surnommé le « Père de l'indépendance » |
| Japon                          | Jinmu | Surnommé le « Père de l'unification » |
| Jordanie                       | Abdallah bin al-Hussein                                                                                            | Il fut l'un des promoteurs de la révolte arabe de 1916 contre l'Empire ottoman. |
| Kenya                          | Jomo Kenyatta | Surnommé le « Père de l'indépendance et de l'unification » |
| Laos                           | Souphanouvong | Surnommé le « Père de l'indépendance » |
| Lesotho                        | Moshoeshoe II | Le 4 octobre 1966, il est couronné roi du Lesotho indépendant sous le nom de Moshoeshoe II. |
| Liban                          | Riad El Solh | Surnommé le « Père de l'indépendance » |
| Liberia                        | William Tubman | Surnommé le « Père de l'indépendance » |
| Madagascar                     | Philibert Tsiranana                                                                                                | Surnommé le « Père de l'unification » et le premier président de Madagascar. |
| Malaisie                       | Tunku Abdul Rahman                                                                                                 | Le premier Premier ministre de Malaisie. Prince du Sultanat de Kedah, le Tunku formé à Cambridge a dirigé l'indépendance négociée de la fédération de Malaisie de l'Empire britannique en 1957. Plus tard, la Malaisie a été formée par l'union de la Malaisie péninsulaire, de Singapour, de Bornéo-Nord et du Sarawak en 1963.                                                                                      |
| Mali                           | Modibo Keïta | Surnommé le « Père de l'indépendance et de l'unification » |
| Maroc                          | Idris Ier | Fondateur de l'émirat idrisside, communément considéré comme le «premier État marocain» |
| Maroc                          | Mohammed V | Premier roi du Maroc indépendant |
| Mexique                        | Miguel Hidalgo | Officiellement « Père de la patrie » (Padre de la Patria) pour avoir été à l'initiative de l'indépendance. |
| Mexique                        | Antonio López de Santa Anna                                                                                        | Surnommé le « Père de l'unification » |
| Mongolie                       | Gengis Khan | Après avoir unifié les nombreuses tribus nomades des peuples des steppes d'Asie du Nord-Est, Gengis Khan a fondé l'Empire mongol et est devenu le premier grand Khan et empereur. Il a finalement mené une conquête de la majorité de l'Eurasie, et sa patrie unifiée deviendra la Mongolie. |
| Mozambique                     | Samora Machel | Surnommé le « Père de l'indépendance et de l'unification » |
| Namibie                        | Sam Nujoma | Surnommé le « Père de l'indépendance et de l'unification » |
| Népal                          | Prithvi Narayan Shah                                                                                               | Unificateur et premier roi du Népal moderne. |
| Nicaragua                      | Francisco Morazán                                                                                                  | À l'origine de l'indépendance de plusieurs États d'Amérique centrale (Honduras, Guatemala, El Salvador, Costa Rica), il est pour cela considéré comme le « Père de la Patrie centroaméricaine ». |
| Niger                          | Hamani Diori | Surnommé le « Père de l'indépendance et de l'unification » |
| Nigeria                        | Nnamdi Azikiwe | Surnommé le « Père de l'indépendance » et le premier président du Nigeria |
| Normandie                      | Rollo Lodbrok | Il est à l'origine du duché de Normandie. |
| Norvège                        | Fridtjof Nansen | Surnommé le « Père de l'indépendance » |
| Ouganda                        | Milton Obote | Président de la République à deux reprises, il est considéré comme le « père de l'indépendance » de son pays. |
| Papouasie-Nouvelle-Guinée      | Sir Michael Somare                                                                                                 | Ayant mené le pays vers l'indépendance, il est décrit comme le « père de la nation », |
| Pakistan                       | Mohammad Ali Jinnah                                                                                                | Premier gouverneur général du Pakistan et officiellement Baba-e-Qaum signifiant « Père de la nation ». |
| Pays-Bas                       | Guillaume Ier d'Orange-Nassau                                                                                      | Chef de la révolte néerlandaise réussie contre l'Espagne, qui a conduit à la République néerlandaise, le premier État néerlandais indépendant. |
| Pérou                          | José de San Martín                                                                                                 | Libertador considéré comme le « Père de la patrie ». |
| Philippines                    | Emilio Aguinaldo                                                                                                   | Chef militaire de la révolution philippine et premier président des Philippines par le biais du Congrès de Malolos de 1899, qui a supervisé la promulgation de la Constitution de Malolos. Son anniversaire, le 22 mars 1869, est célébré comme le jour d'Emilio Aguinaldo. |
| Pologne                        | Józef Piłsudski | Józef Piłsudski est considéré comme l'un des pères de l'État polonais moderne. |
| Pologne                        | Ignacy Paderewski                                                                                                  | En tant que membre du Comité national polonais pendant la Première Guerre mondiale, il est devenu le porte-parole d'un État indépendant de Pologne. |
| Pologne                        | Lech Walesa | Syndicaliste luttant contre le communisme polonais, fondateur de la république de Pologne |
| Porto Rico                     | Ramón Emeterio Betances                                                                                            | Il est à l'origine du soulèvement de Lares contre la présence espagnole sur l'île. |
| Portugal                       | Afonso Henriques                                                                                                   | Surnommé O Fundador (« Le Fondateur »), il est acclamé premier roi de Portugal par ses troupes lors de la bataille d'Ourique en 1139, reçoit des mains de l'archevêque de Braga la couronne d'or et de pierreries de Portugal comme successeur des rois wisigoths aux Cortes de Lamego et obtient la reconnaissance de l'indépendance de son pays par le souverain castillo-léonais en 1143 avec le traité de Zamora. |
| République tchèque             | Vaclav Havel | Surnommé le « Père de l'indépendance » |
| Russie                         | Pierre Ier de Russie                                                                                               | Le titre « Père de la nation » (Отец Отечества) fut décerné en 1721 par le sénat de l'Empire russe. |
| URSS                           | Lénine | Chef du mouvement bolcheviks contre l'autorité tsariste de Nicolas II |
| URSS                           | Joseph Staline | En pleine période de culte de la personnalité, le chef soviétique fut appelé « Père des peuples » (Отец народов), sans diminutif présent dans la traduction française (« Petit père des peuples »). On lui donnait aussi le titre de « Grand Guide des peuples » (Великий вождь народов). |
| République dominicaine         | Juan Pablo Duarte                                                                                                  | L'un des trois « Pères de la Patrie » (Padres de la Patria), à l'origine de l'Indépendance. |
| République dominicaine         | Francisco del Rosario Sánchez                                                                                      | L'un des trois « Pères de la Patrie » (Padres de la Patria), à l'origine de l'Indépendance. |
| République dominicaine         | Matías Ramón Mella                                                                                                 | L'un des trois « Pères de la Patrie » (Padres de la Patria), à l'origine de l'Indépendance. |
| Saint-Empire romain germanique | Otton Ier | Fondateur du Saint-Empire romain germanique |
| Salvador                       | José Matías Delgado                                                                                                | Il a été déclaré officiellement « Bienfaiteur de la Patrie », en 1833, par le Parlement salvadorien. |
| Salvador                       | Francisco Morazán                                                                                                  | À l'origine de l'indépendance de plusieurs États d'Amérique centrale (Honduras, Guatemala, El Salvador, Costa Rica), il est pour cela considéré comme le « Père de la Patrie centroaméricaine ». |
| Sénégal                        | Léopold Sédar Senghor                                                                                              | Premier président du Sénégal |
| Slovaquie                      | Jozef Tiso | Surnommé le « Père de l'indépendance » |
| Singapour                      | Lee Kuan Yew | Premier Premier ministre de la république de Singapour, qui gouverne depuis plus de 30 ans. Figure de proue tout au long de l'époque de Singapour en tant que partie de la Malaisie et de son indépendance ultérieure. |
| Suède                          | Gustave Vasa | La Suède cherche à recouvrer son indépendance grâce à Gustave Vasa en 1523, notamment en mettant à profit le conflit entre la noblesse danoise et le roi Christian II et force les Danois à quitter le territoire suédois, mettant définitivement fin à l'union de Kalmar. |
| Taïwan                         | Tchang Kaï-chek | Surnommé le « Père de l'indépendance » |
| Tanzanie                       | Julius Nyerere | Surnommé le « Père de l'indépendance et de l'unification » |
| Tchad                          | François Tombalbaye                                                                                                | Surnommé le « Père de l'indépendance et de l'unification » |
| Tchécoslovaquie                | Tomáš Masaryk | Premier président de la Tchécoslovaquie. |
| Tchécoslovaquie                | Edvard Benes | Deuxième président de la Tchécoslovaquie. |
| Thaïlande                      | Plaek Phibunsongkhram                                                                                              | Surnommé le « Père de l'indépendance » |
| Timor oriental                 | Xanana Gusmao | Surnommé le « Père de l'indépendance » |
| Tunisie                        | Habib Bourguiba | Le premier président de la Tunisie et fondateur de la Tunisie moderne. |
| Turquie                        | Mustafa Kemal | Le premier président est appelé Atatürk, ce qui signifie le « père des Turcs ». |
| Uruguay                        | José Gervasio Artigas                                                                                              | Libertador parfois appelé « Père de la patrie ». |
| Vanuatu                        | Walter Lini | Surnommé le « Père de l'unification » et le premier président du Vanuatu. |
| Vénézuela                      | Simón Bolívar | Le Libertador est cité dans le préambule de la Constitution de la « république bolivarienne du Venezuela »,. |
| Vietnam                        | Ho Chi Minh | Surnommé le « Père de l'unification » |
| Yémen                          | Ali Abdallah Saleh                                                                                                 | Surnommé le « Père de l'unification » |
| Yougoslavie                    | Tito | Lorsque la république fédérale de Yougoslavie a été créée en 1945, Tito est devenu Premier ministre. En 1953, il est devenu le premier président de la Yougoslavie et en 1963 président à vie. |
| Zaïre                          | Mobutu Sese Seko                                                                                                   | Autoproclamé « Père de la Nation » lors de la zaïrisation du pays dès 1966. |
| Zambie                         | Kenneth Kaunda | Surnommé le « Père de l'indépendance et de l'unification » |
| Zimbabwe                       | Joshua Nkomo | Surnommés les « Pères de l'indépendance » |
| Zimbabwe                       | Robert Mugabe | Surnommés les « Pères de l'indépendance » |